# Dorymyrmex spurius
Dorymyrmex spurius är en myrart som beskrevs av Santschi 1929. Dorymyrmex spurius ingår i släktet Dorymyrmex och familjen myror. Inga underarter finns listade i Catalogue of Life.

## Bildgalleri

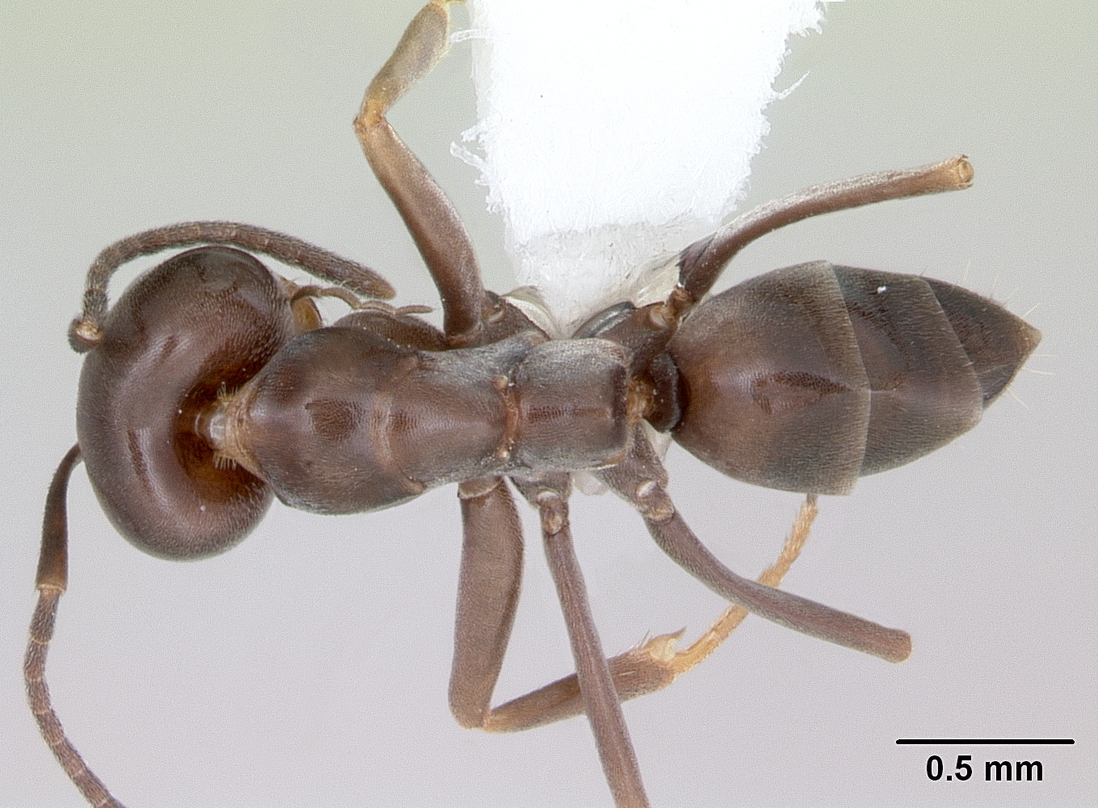
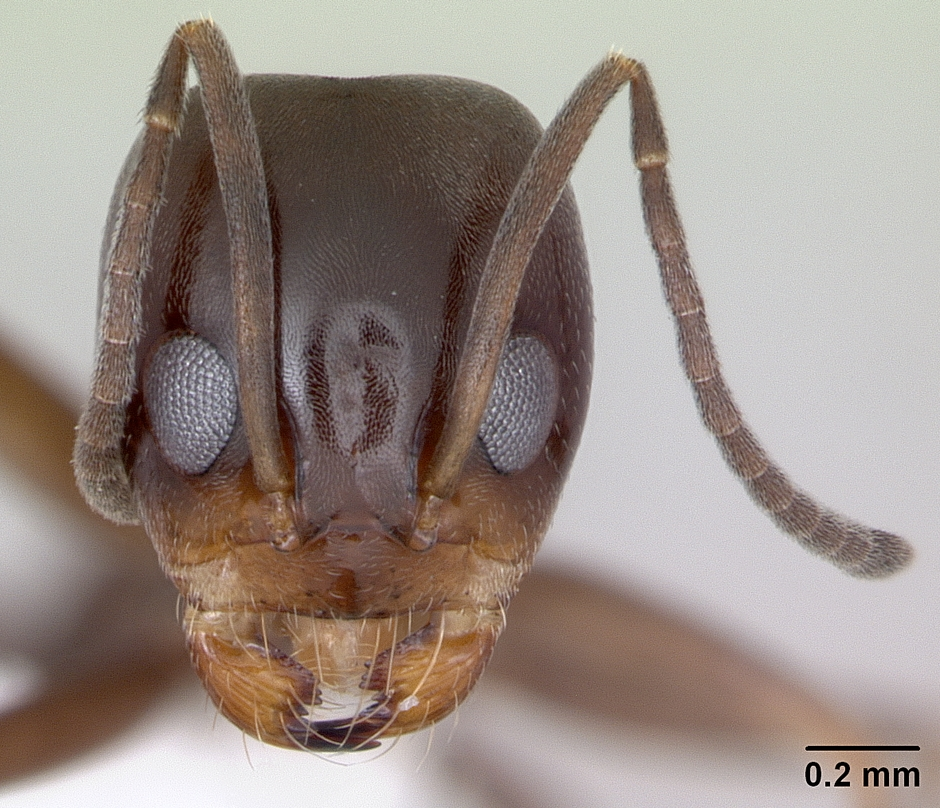
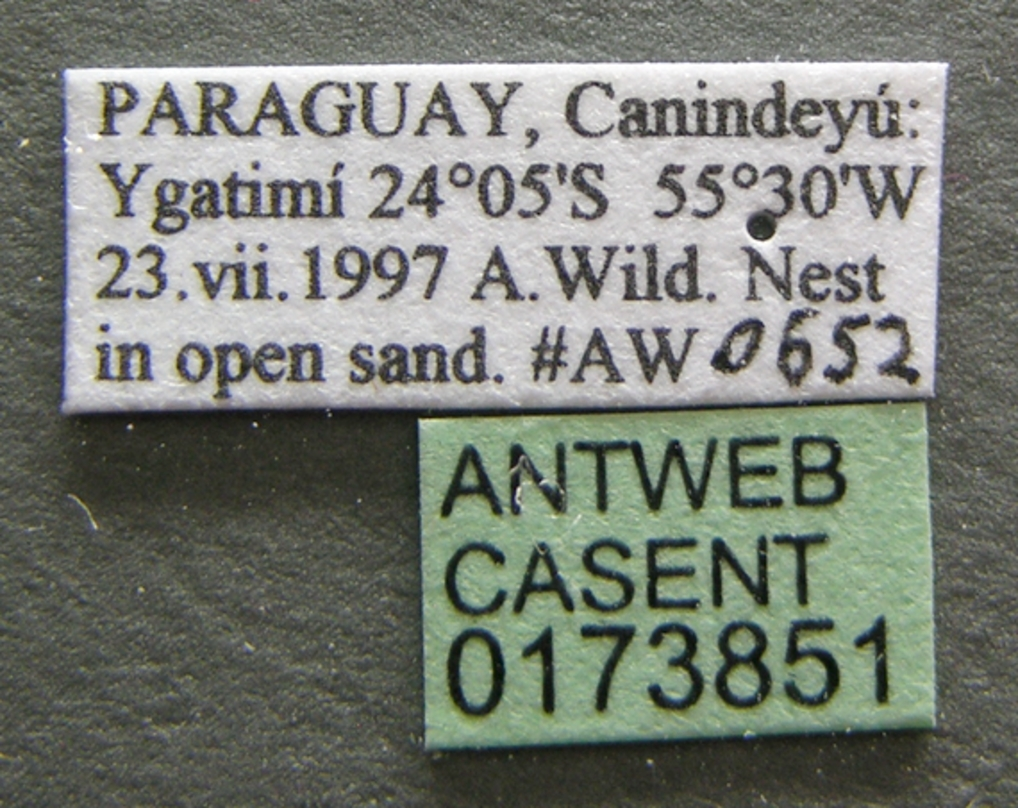
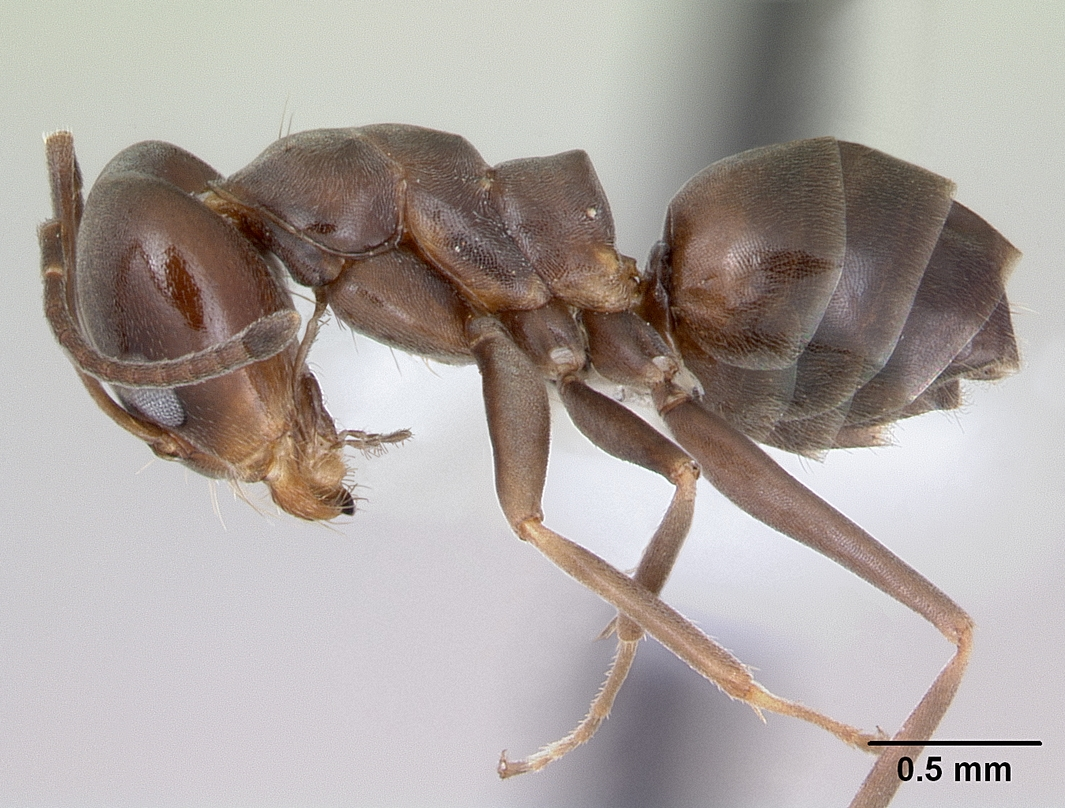
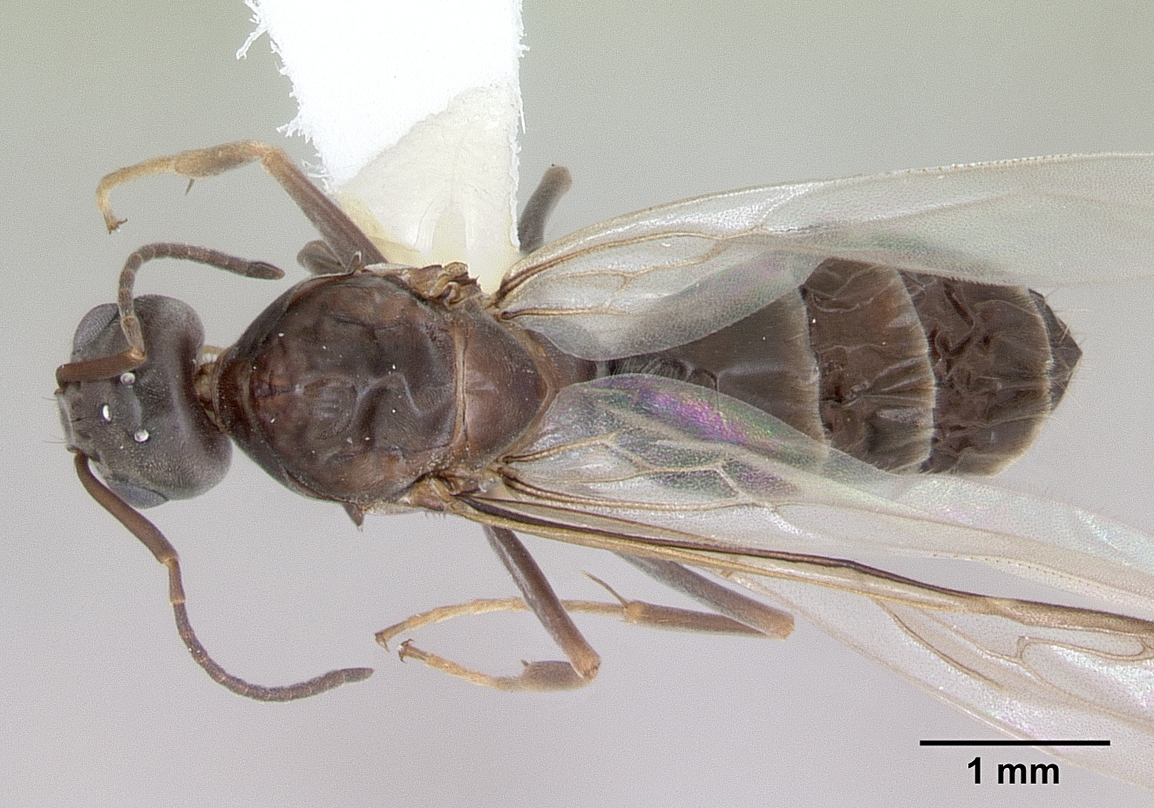
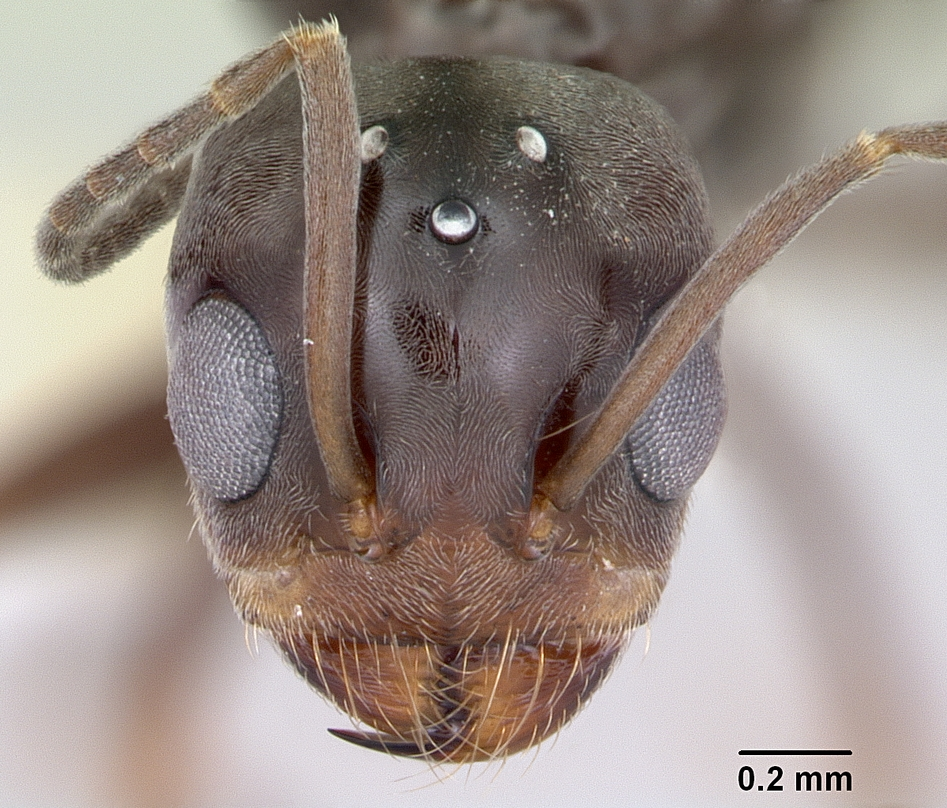